# Депортације Јевреја из Словачке 1938.
Депортације Јевреја из Словачке 1938. назив је за организовану акција спроведена од 4. до 7. новембра 1938. године, када је хиљаде Јевреја депортовано из Словачке у ничију земљу на словачко-мађарској граници. Иако су претходна истраживања холокауста у Словачкој била углавном повезана са периодом постојања словачке државе, најновија истраживања, показала су да се већ у периоду словачке аутономије, непосредно након Бечке арбитраже, у Словачкој догодила прва значајнија интервенција против јеврејске заједнице у новембру 1938. године, када је аутономна влада извршила депортацију више од 7.500 Јевреја из Словачке.
Све је почело после мађарских територијалних добитака на Првој бечкој арбитражи одржаној 2. новембра 1938. године, када су словачки Јевреји оптужени су за фаворизовање Мађарске у спору између ове две земље. Уз помоћ Адолфа Ајхмана, лидери Словачке народне партије планирали су депортацију, коју су извели локална полиција и гарда Хлинка. Судбоносна наређења односила су се како на Јеврејима који су били сиромашни тако и на оне који нису имали словачко држављанство, што је резултовало хаосом.
Многи депортовани Јевреји успели су да се врате кућама у року од неколико дана, али више од 800 њих је месецима остало у шаторским камповима у близини Милославова (Аннамајор), Вељког Кира (Ниитранагикер) и Шаморина (Соморја) на ничијој земљи дуж границе. Неке групе су остале до јануара или фебруара 1939. године. Такође је и неколико стотина Јевреја депортовано из Мађарске у ничију земљу.
Током овог егзила Јевреји су били изложени зимском времену са мало или нимало склоништа, иако су им помогле јеврејске организације у Братислави.
Депортација је представљале фијаско за руководство Словачке народне партије, а овај чин је наружио репутацију земље у иностранству и узроковао одлив капитала престрашених Јевреја који су намеравали да емигрирају из Словачке.
Ова депортација представљала је уједно неку врсту припреме за много већу депортацију Јевреја током 1942. године, када су послати у гета и логоре за истребљење у од стране Немачке окупираној Пољској.

## Предуслови
После Минхенског споразума из септембра 1938. године, Словачка је једнострано прогласила своју аутономију у саставу Чехословачке, али је изгубила значајну територију од Мађарске споразумом Прва бечка награда, потписаном у новембру. Следеће године, уз немачко охрабрење, владајућа етно-националистичка Словачка народна партија прогласила је независност од Чехословачке. Државна пропаганда кривила је Јевреје за територијалне губитке. Јевреји су били на мети дискриминације и узнемиравања, укључујући конфисковање имовине и предузећа. Искључење Јевреја из економије осиромашило је заједницу, што је охрабрило владу да их регрутује на принудни рад.
Пре 1939. Словачка никада није била независна земља; њена територија је хиљаду година била део Краљевине Угарске. На територији данашње Словачке документовано је седамнаест средњовековних јеврејских заједница али значајно јеврејско присуство окончано је протеривањима после мађарског пораза у бици код Мохача 1526. године. Многи Јевреји су се досељавали у седамнаестом и осамнаестом веку. Јевреји из Моравске су се населили западно од планина Татре, формирајући Јевреје из Оберланда, док су се Јевреји из Галиције населили источно од планина, формирајући посебну заједницу (Унтерландер Јевреји) под утицајем хасидизма. Због раскола у мађарском јеврејству, заједнице су се средином деветнаестог века поделиле на православне (већину), Status Quo (мађарске јевреје) и више асимилиране неолошке фракције. Након јеврејске еманципације, завршене до 1896. године, многи Јевреји су усвојили мађарски језик и обичаје како би напредовали у друштву.
Иако нису били толико интегрисани као Јевреји Чешке и Моравске, многи словачки Јевреји преселили су се у градове и придружили се свим професијама; други су остали на селу, углавном радећи као занатлије и трговци. Јевреји су предводили економске промене деветнаестог века које су довеле до веће трговине у руралним областима; до краја века око 70 процената банкара и бизнисмена у словачким земљама били су Јевреји.  Иако је нешто Јевреја подржавало словачки национализам, до средине 19. века антисемитизам је постао тема у словачком националном покрету, а Јевреји су означени као „агенти мађаризације“ и „најмоћнија потпора мађарској владајућој класи“, према наводима историчара Томаса Лормана. У западним словачким земљама избили су антијеврејски нереди у освит Револуције 1848; више нереда догодило се због Тисаесларове клевете у крви (убиство хришћанске деце како би се њихова крв користила у вршењу верских ритуала) 1882–1883. године. Традиционалном верском антисемитизму придружили су се стереотипни поглед на Јевреје као експлоататоре сиромашних Словака (економски антисемитизам) и национални антисемитизам: Јевреји су били снажно повезани са мађарском државом и оптужени да саосећају са мађарским на рачун словачких амбиција.
После Првог светског рата Словачка је постала део нове земље Чехословачке. Јевреји су живели у 227 заједница (1918. године), а њихова популација процењена је на 135.918 (1921. године). Анти-јеврејски нереди избили су након проглашења независности (1918–1920), иако насиље није било ни приближно озбиљно као у Украјини или Пољској. Словачки националисти повезали су Јевреје са чехословачком државом и оптужили их да подржавају чехословаштво. Оптужбе за клевете у крви догодиле су се у Тренчину и Шалавски Гемеру 1920. 1930-их је Велика депресија погодила јеврејске бизнисмене и такође повећала економски антисемитизам. Економска неразвијеност и перцепција дискриминације у Чехословачкој навели су велики део (око једне трећине) Словака да подрже конзервативну, етно-националистичку Словачку народну странку (Hlinkova slovenská ľudová strana: ХСЛС). ХСЛС је мањинске групе као што су Чеси, Мађари, Јевреји и Роми сматрала деструктивним утицајем на словачку нацију, и представљала је словачку аутономију као решење словачких проблема.. Странка је почела да потенцира антисемитизам крајем касних 1930-их, након таласа јеврејских избеглица из Аустрије 1938. и антијеврејских закона које су усвојили Мађарска, Пољска и Румунија.

## Словачка независност
Минхенски споразум из септембра 1938. године уступио је Немачкој Судетску област, немачку регију чешког говорног подручја. ХСЛС је искористила политички хаос који је уследио да прогласи словачку аутономију 6. октобра. Јозеф Тисо, католички свештеник и лидер ХСЛС-а, постао је премијер словачке аутономне регије. Католичанство, религија 80 посто становника земље, било је кључно за режим, јер су многе његове вође били бискупи, свештеници или световњаци.   Под Тисовим вођством, словачка влада отворила је преговоре у Комарну са Мађарском у вези са њиховом границом. Спор су на арбитражу у Беч предале нацистичка Немачка и фашистичка Италија. Мађарска је 2. новембра награђена великим делом јужне Словачке, укључујући 40 посто словачке обрадиве земље и 270.000 људи који су се изјаснили за чехословачку националност.
ХСЛС је учврстио своју моћ доношењем посебног акта, који омогућава забрањивање опозиционих партија, затварање независних новина, дистрибуцију антисемитске и анти-чешке пропаганде и оснивање паравојне гарде Хлинке. Странке за немачку и мађарску мањину биле су дозвољене под хегемонијом ХСЛС, а немачка странка формирала је Freiwillige Schutzstaffel (добровољни заштитни одред милиције). ХСЛС је затворио хиљаде својих политичких противника,  али никада није изрекао смртну казну. Неслободни избори у децембру 1938. године резултирали су са 95 посто гласова за ХСЛС.
Словачка држава је 14. марта 1939. прогласила своју независност уз немачку подршку и заштиту. Немачка је анектирала и извршила инвазију на смањену чешку државу следећег дана, а Мађарска је заузела Карпатску Рутенију са немачким пристанком.  Уговором потписаним 23. марта Словачка се одрекла великог дела своје спољне политике и војне аутономије у корист Немачке, у замену за граничне гаранције и економску помоћ.  Није била ни потпуно независна ни немачка марионетска држава, већ је заузимала средњи статус. У октобру 1939. Тисо, вођа конзервативно-клерикалног огранка ХСЛС, постао је председник; Војтех Тука, вођа радикалног фашистичког крила странке, именован је за премијера. Оба крила странке борила су се за наклоност Немачке.  Радикално крило странке било је пронемачко, док су конзервативци фаворизовали аутономију од Немачке;  радикали су се ослањали на гарду Хлинке и немачку подршку,  док је Тисо био популаран међу свештенством и становништвом. 

## Позадина
Након Минхенског споразума, у којем је Чехословачки Судет припојила нацистичка Немачка, Словачка народна странка (ХСЛС) - видела је у томе корист и кроз словачку аутономије или независности - једнострано је најавила аутономију Словачке у оквиру Друге чехословачке републике. ХСЛС је била етнонационалистичка странка, која је имала паравојно крило, гарду Хлинка. Пронацистичка немачка странка словачких Немца, такође је имала своје паравојно крило (нем.Freiwillige Schutzstaffel).
Јозеф Тисо, католички свештеник и вођа ХСЛС-а, постао је премијер словачке аутономне регије и под Тисовим вођством словачка влада отворила је преговоре у Комарну са Мађарском у вези са њиховом границом. Спор кроз арбитражу у Бечу водиле су нацистичка Немачка и фашистичка Италија. Мађарска је добила земљу у јужној Словачкој 2. новембра 1938. године, укључујући 40 посто обрадиве земље у Словачкој и 270.000 становника који су се изјаснили за чехословачку националност. Током 1. новембра, неколико Јевреја је ухапшено на про-мађарској демонстрацији у хотелу Карлтон у Братислави, агитујући да град буде припојен Мађарској. То је погоршало претходни антисемитски осећај ХСЛС-а и пружило ХСЛС изговор за акције против словачких Јевреја.

## Ничија земља
У новембру 1938. године, после Прве бечке арбитраже и губитка Јужне Словачке, руководство аутономне Словачке покренуло је депортације хиљада Јевреја у регион који је Мађарска требала преузети. Многи од њих су били приморани да уђу у појас земље дуж нове линије разграничења, између чехословачких и мађарских постојања, у ничију земљу, или ничију избегличку земљу која је настала померањем граница источно-централне Европе 1938. године.
Ова ничија земља била је нестабилан и променљив простор током преноса власти на Јужну Словачку, као и касније ширење ове ничије земље унутар словачке територије - као екстериторијални простор у којима су нежељени Јевреји били у лимбу, на пример кампови на периферији Братиславе и око Црвеног моста.

## Депортација Јевреја на ничију земљу
Одмах по успостављању Словачке као државе 1938. године, влада је почела отпуштати своје запослене Јевреје. Комитет за решење јеврејског питања основан је 23. јануара 1939. године да би расправљао о антијеврејском законодавству.   Медији које је спонзорисала држава означавали су Јевреје као „непријатеље државе“ и словачке нације.  Пљачкана су јеврејска предузећа а физички напади на Јевреје догађали су се спонтано, подстакнути од гарде Хлинке и Freiwillige Schutzstaffel. У свом првом обраћању на радију након успостављања словачке државе 1939. године, Тисо је нагласио своју жељу да „реши јеврејско питање“; антијеврејско законодавство је била једина конкретна мера коју је обећао. Прогон Јевреја био је кључни елемент унутрашње политике државе.  Дискриминаторне мере утицале су на све аспекте живота, служећи изоловању и расељавању Јевреја пре него што су депортовани.
У данима након проглашења Прве бечке арбитраже, у Братислави су избили антисемитски нереди; новине су нереде правдале наводном подршком Јевреја Мађарској током преговора о подели. Адолф Ајхман, нацистички званичник који је послат у Братиславу, коаутор је плана са Тисом и другим ХСЛС политичарима за депортацију осиромашених и страних Јевреја на територију уступљену Мађарској. 
Између 4. и 7. новембра, 4.000  или 7600 Јевреја је депортовано, у хаотичној операцији сличној погрому у којој су учествовали стража Хлинка, Freiwillige Schutzstaffel и немачка странка. Депортована су мала деца, старци и труднице.
Жртве су сакупљене, укрцаване у аутобусе и одвожене поред нове границе. Око 260 су били странци, попут аустријских Јевреја који су побегли у Чехословачку након аншлуса. Главнину депортованих чинили су Јевреји са некада пољским држављанством, који су били без држављанства јер су пољско држављанством изгубили живећи у иностранству. Међу депортованим била су и мала деца, старци и труднице.
Депортовани су се суочили са малтретирањем и застрашивањем гарде Хлинке и упозорењима да њихово присуство у Словачкој није пожељно и да ће се суочити са кривичном пријавом ако покушају да се врате.
Међутим, већина депортованих - не само словачких Јевреја, већ и пољских држављана и људи без држављанства - игнорисала је упозорење и вратила се кући, иако је то била незаконита акција, која је прећутно толерисана. На многим местима ревност страже Хлинке била је таква да су акцију наставили и након укидања наредбе; Јевреји из Вранова над Топжоуом протерани су 7. новембра. Четири Јевреја који су покушали да се врате у Банску Бистрицу поново су депортовани, али 70% од 292 Јевреја депортованих из Михаловца вратило се до 19. новембра 1938. године.
У почетку су многи Јевреји веровали да ће мере предузете против њих бити привремене. Ипак, неки су покушали да емигрирају и са собом понесу своју имовину. Између децембра 1938. и фебруара 1939. године, више од 2,25 милиона круна илегално је пребачено у Чешку, Холандију и Уједињено Краљевство; неки износи су пребачени легално. Словачки владини службеници искористили су околности за куповину имовине богатих јеврејских емиграната уз значајан попуст, претечу државног преноса јеврејске имовине у оквиру аријенизације.
Неколико дана касније, Тисо је отказао операцију; већини Јевреја је дозвољено да се врате кућама у децембру. 
Међутим преко 800 Јевреја је током зиме било затворено у импровизоване кампове у Вељком Киру, Милославову и Шаморину на новој словачко-мађарској граници. Словачке депортације које су се догодиле непосредно након немачке депортације хиљада пољских Јевреја, привукле су међународне критике, смањиле британске инвестиције, повећале зависност од немачког капитала, и биле су проба за много опасније депортације почев од 1942. године.

### Интересовање Јевреја за емиграцију из Словачке
Интерес за емиграцију међу Јеврејима порастао је након инвазије на Пољску, пошто су јеврејске избеглице из Пољске говориле о тамошњим зверствима.
Иако је словачка влада подстицала Јевреје да емигрирају, одбила је да дозволи извоз девиза, осигуравајући да већина покушаја буде неуспешна. Па су тако Јевреји са власништвом нето вредности преко 500.000 чехословачких круна ухапшени у неуспелом покушају изношења капитала. 
Ниједна земља није била жељна да прихвати јеврејске избеглице, а уске границе које је Уједињено Краљевство наметнуло (Бела књига 1939.) легалној емиграцији за Палестину спречавале су Јевреје да тамо потраже уточиште. Братислава је 1940. постала средиште оперативаца Aliyah Bet који су организовали илегалну имиграцију у Палестину, од којих је један, Арон Гринхут, помогао да 1.365 словачких, чешких, мађарских и аустријских Јевреја емигрирају.
Почетком 1941. даља емиграција била је немогућа; чак ни Јеврејима који су добили важеће америчке визе нису дозвољене транзитне визе кроз Немачку. Укупан број словачких јеврејских емиграната процењује се на 5.000 до 6.000. Како је 45.000 живело у областима уступљеним Мађарској,  попис 1940. је утврдио да је у словачкој држави живело 89.000 Јевреја, 3,4 посто становништва.
| Бановце над Бебравоу      | 62                   | 16            |
| Банска Бистрица           | 40                   | 14            |
| Банска Штиавница          | 52                   | непознат број |
| Бардејов                  | 157                  | "скоро сви"   |
| Братислава (село)         | 19                   |               |
| Братислава (град)         | 4000                 | Непознат број |
| Брезно                    | 37                   | 20            |
| Чадца                     | 16                   | 7             |
| Добшина                   | непознат број        | непознат број |
| Долњи Кубин               | непознат број        | непознат број |
| Гелница                   | 78                   | "скоро сви"   |
| Гиралтовце                | 69                   | непознат број |
| Хлоховец                  | 101                  | "скоро сви"   |
| Хнуштја (Римавска Собота) | 1 особа + 4 породице | непознат број |
| Хумење                    | 123                  | "скоро сви"   |
| Илава                     | 30                   | непознат број |
| Кежмарок                  | 238                  | непознат број |
| Кремница                  | 2                    | 1             |
| Крупина                   | 32                   | 3 +?          |
| Кисуцке Нове Место        | 0                    | 0             |
| Левоча                    | 83                   | непознат број |
| Ловинобања (Лученец)      | 1                    | непознат број |
| Липтовски Микулаш         | 70                   | 33            |
| Малацки                   | 28 породица          | 0             |
| Мартине                   | 20                   | 3             |
| Медзила                   | око 20 породица      | непознат број |
| Мицхаловце                | 299                  | „Око 250“     |
| Плави                     | 78                   | 5             |
| Плави камен               | 8                    | 0             |
| Мијава                    | непознат број        | 1             |
| Наместово                 | 33                   | 33            |
| Нова Бана                 | 3 +?                 | 0             |
| Нитра                     | 209                  | 67            |
| Нове Место над Вахом      | 75                   | 72            |
| Пиештани                  | 101                  | 8 +?          |
| Попрад                    | 228                  | непознат број |
| Прешов                    | 197                  | непознат број |
| Приевидза                 | 10+?                 | 4             |
| Поважска Бистрица         | 17 +?                | 7             |
| Пуцхов                    | 18 +?                | непознат број |
| Пуканец                   | непознат број        | непознат број |
| Ревуца                    | 41                   | непознат број |
| Ружомберок                | 30                   | "Неки"        |
| Сабинов                   | 155                  | 141           |
| Сеница                    | 21                   | 1             |
| Серед                     | непознат број        | непознат број |
| Скалица                   | 22                   | 0             |
| Снина                     | 99                   | непознат број |
| Собранце                  | 102 +?               | 102           |
| Вес                       | 95                   | непознат број |
| Списска Стара Вес         | 27                   | 27            |
| Стропков                  | 0                    | 0             |
| Тополчани                 | 157                  | 28 +?         |
| Требишов                  | 0                    | 0             |
| Тренчин                   | 84                   | непознат број |
| Трнава                    | 30 + 1 породица      | 10            |
| Трстена                   | 23                   | непознат број |
| Велика Битка (сада Битча) | 8                    | непознат број |
| Вранов                    | непознат број        | непознат број |
| Злате Моравце             | 83                   | 8             |
| Изабран                   | непознат број        | 4             |
| Жилина                    | 106                  | непознат број |

## Епилог
Не ради се само о томе да су депортације биле окрутна, нехумана акција или облик колективне казне. Спровођење ових депортација   захтевало је директни фанатизам јер су у то време депортације вршене углавном у ноћи 4. на 5. новембар 1938. године, а депортовани су и мушкарци, жене (укључујући труднице) и старци и деца, укључујући и новорођенчад.
С друге стране, сама идеја о извозу дела (скоро 4%) тадашњег јеврејског становништва из Словачке у повучена подручја од стране Мађарске била је не само антидемократска, већ у суштини сумњива. Зашто би Мађарска пристала на такав поступак и на своју територију прихватила депортоване ако нису мађарски држављани? Истовремено, словачка аутономна влада није рационално гледала на чињеницу да су јој у то доба била потребна превозна средства и организационо распоређивање администрације, полиције или војске за евакуацију окупираних јужних територија.

Депортација од стране Словака изазвала је и реакцију друге стране, па су на мађарској страни сумњали да слање Јевреја има супротне намере. Мађарски изасланик у Прагу написао је у извештају од 1. октобра 1938. године: 
Депортовани Јевреји послати су да развију снажну пропаганду за Чехословачку.
 Под таквим утиском почетком децембра 1938. године, мађарске власти такође су протерале неколико стотина Јевреја са страним држављанством, иако су чехословачки Јевреји из јужне Словачке де факто третирани као мађарски држављани.
Словачке власти су 8. децембра издале још једну наредбу да се депортација Јевреја не врши масовно већ од случаја до случаја и у складу са чехословачким законом. Јевреје из других земаља (попут Пољске или Чешке) требало је вратити кући, док су Јевреји без држављанства били затворени у камповима дуж границе. Иако ове наредбе нису биле изричите, подразумевале су да ће већини депортованих Јевреја са чехословачким држављанством буде дозвољен повратак кући. После овога, преостала депортована лица су углавном били без држављанства.
У Вељком Киру ово је спроведено почетком 12. децембра. Док је 19. децембра 118 депортованих у Милославову, премештено је у гостионицу Кухмајкирер на периферији Братиславе (у подручју Червены Мост [цс; ск]) и одатле у бившу фабрику муниције у Патронки, где су и остали (према Арон Грунхуту) до депортација 1942.
Према документима Словачке националне архиве, многи Јевреји из Милославова могли су да емигрирају, а остали су депортовани преко ноћи у Мађарску у јануару 1939, како би се смањио њихов број. Дана 21. фебруара 1939. године из Вељког Кира је пуштено 158 Јевреја, али није јасно када је логор затворен.
Заједно са немачким Поленактионом и мађарским протеривањем Јевреја са подручја која је анектирала 1938. године, словачке депортације биле су прве те врсте у средњој Европи.
Било је и протеривања након аншлуса, анексије Судета и Кристалнахта.
Уплашени депортацијом, многи словачки Јевреји покушали су да емигрирају и са собом пренесу своју имовину у иностранство. Преко зиме су многи избегли Јевреји из Немачке и Аустрије успели да напусте земљу. Између децембра 1938. и фебруара 1939. године, више од 2,25 милиона чехословачких круна илегално је пребачено у Чешку, Холандију и Уједињено Краљевство; додатни износи пренети су легално.
Депортације су смањиле британске инвестиције, повећавајући зависност Словачке од немачког капитала.
Ове депортације послужиле су као генерална проба за депортације које ће уследити 1942. године, у којима су две трећине словачких Јевреја депортоване у гета и логоре за истребљење у окупираној Пољској.